# Ranspach-le-Bas
Ranspach-le-Bas är en kommun i departementet Haut-Rhin i regionen Grand Est (tidigare regionen Alsace) i nordöstra Frankrike. Kommunen ligger i kantonen Huningue som tillhör arrondissementet Mulhouse. År 2022 hade Ranspach-le-Bas 632 invånare.

## Befolkningsutveckling
Antalet invånare i kommunen Ranspach-le-Bas
| Referens: INSEE |